# Le Hasard sauvage
Le Hasard sauvage : Comment la chance nous trompe est un succès d'édition de Nassim Nicholas Taleb qui traite de la faillibilité de la connaissance humaine, notamment en ce qui concerne les marchés financiers.
D'après lui, les gains de l'industrie financière sont la conséquence du hasard plus que celle du talent ou des modèles statistiques financiers.
Une édition mise à jour a été publiée à la fin des années 2000 avec plus d'éléments que l'édition de 2001. Ce livre est la première partie de l'essai philosophique multi-volumes de Taleb sur l'incertitude, intitulé Incerto, qui comprend également Le Cygne Noir (2007-2010), Force et fragilité (2010-2016), Antifragile (2012) et Jouer sa peau (2018).

## Thèse
Taleb expose l'idée que les humains modernes ignorent souvent l'existence du hasard. Ils ont tendance à expliquer les résultats aléatoires comme non aléatoires.
Les êtres humains :
1. surestiment la causalité, par exemple, ils voient des éléphants dans les nuages au lieu de comprendre qu'il s'agit en fait de nuages de forme aléatoire qui apparaissent à nos yeux comme des éléphants (ou quelque chose d'autre) ;
2. ont tendance à considérer le monde comme plus explicable qu'il ne l'est en réalité. Alors ils cherchent des explications même quand il n'y en a pas.

L’ouvrage discute également d'autres perceptions erronées de l'aléatoire, notamment :
- Le biais des survivants : regarder les gagnants et essayer d'apprendre d'eux, tout en oubliant le grand nombre de perdants ;
- Les distributions asymétriques : beaucoup de phénomènes de la vie réelle ne sont pas des paris à 1 contre 1, comme le lancer une pièce de monnaie, mais ont diverses distributions inhabituelles et contre-intuitives. Un exemple est le pari à 99 contre 1, dans lequel on gagne presque toujours, mais, quand on perd, on perd tout. Les gens peuvent facilement se laisser berner par des déclarations comme « J'ai gagné ce pari 50 fois. » Selon Taleb, « les vendeurs d'options, dit-on, mangent comme des poulets et vont aux toilettes comme des éléphants », ce qui signifie que les vendeurs d'options peuvent gagner un revenu régulier en vendant des options, mais que, quand une catastrophe survient, ils perdent toute leur fortune.

## Réactions
D'après The Guardian, le livre a été un succès surprise en 2001, et a établi Taleb comme un nouveau penseur. Ses théories ont même été adoptées par les stratèges du Pentagone, le département de la défense aux États-Unis. En 2002, le secrétaire à la Défense Donald Rumsfeld donna sa propre version de la pensée de Taleb: « Il existe des connaissances connues : il y a des choses dont nous savons que nous les connaissons. Il existe des inconnues dont nous savons qu'elles sont inconnues. C'est-à-dire que nous savons que nous ne savons pas. Mais il existe aussi des inconnues dont nous ignorons qu'elles sont inconnues : il y a des choses que nous ne savons pas que nous ne les savons pas ».
Le livre a été sélectionné par Fortune comme l'un des 75 « livres les plus intelligents » sur le monde des affaires. USA Today a affirmé que de nombreuses critiques soulevées dans ce livre de l'industrie financière se sont avérées justifiées. Forbes a reconnu au livre son ton à la fois enjoué, discret et quelque peu arrogant, mais aussi sa capacité à susciter la réflexion. Le Wall Street Journal (l'une des publications dont Taleb se moque dans son livre) a qualifié les achats d'Universa Investments en octobre 2008 d'un « gain de cygne noir » (faisant allusion aux Black Swans mentionnés dans le livre - Universa Investments est un fonds spéculatif conseillé par Nassim Taleb). Le New Yorker (l'une des publications qui reçoit des commentaires plus favorables dans ce livre) a déclaré que le livre était à la sagesse conventionnelle de Wall Street ce que les quatre-vingt-quinze thèses de Martin Luther étaient à l'église catholique.
Selon Le Monde, Nassim Nicholas Taleb est un « expert du hasard, détracteur des probabilités financières », qui « suscite les polémiques ». En effet, Taleb s'applique à critiquer les modèles statistiques financiers que les fonds spéculatifs utilisent dans le but d'engranger le maximum de profits. Nassim Nicholas Taleb connaît bien ces modèles puisqu'il a été trader pendant 18 ans. Il estime que ces modèles ne fonctionnent pas, et il en fait une démonstration dans son livre Le Hasard sauvage. Ce dernier commence ainsi par l'histoire d'un financier, John, qui a fait fortune. Taleb écrit : « Un bref échange professionnel aurait révélé qu'il avait la profondeur intellectuelle d'un professeur d'aérobic ». D'une manière plus générale, selon Taleb les traders sont très souvent « des nigauds chanceux ». Il estime que le monde de la finance est en réalité « dominé par les événements rares ». Il en découle que la richesse n'est due qu'au hasard, sans que le talent n'intervienne.
D'après Le Monde, les analyses de Taleb lui ont valu l'inimitié de financiers qui ont alors tenté de le discréditer, notamment en affirmant que la société financière de Taleb avec perdu énormément d'argent, ce que Taleb a démenti. Le Monde estime que les théories de Taleb sont confirmées par les faits, les diverses crises financières ayant mis à mal les modèles statistiques financiers, notamment le Krach d'octobre 1987.
Le Hasard sauvage est un best-seller qui a dépassé les 200 000 exemplaires aux États-Unis. Selon Taleb, son ouvrage a été traduit en 23 langues, mais en France son travail est passé inaperçu. Il parcourt néanmoins le monde pour faire des conférences, pour lesquelles il dit recevoir de très fortes rémunérations, autant qu'Alan Greenspan, ancien président de la Réserve fédérale américaine. D'après The Guardian, Taleb est payé jusqu'à 60 000 $ pour une conférence, qu'il fait devant des hommes d'affaires.

## Éditions
- En 2001, Texere publie la première édition de l'ouvrage.  (ISBN 1-58799-071-7), Londres : Texere, 2001.
- En 2004, Texere publie une deuxième édition.
- En 2005, Random House a publié une édition de poche avec plus de changements.  (ISBN 1-58799-190-X), New York : Random house, 2005.
- En 2005, une version française est apparue, avec de nombreux changements uniques. [réf. nécessaire]
- Le livre a été traduit en 20 langues[9], et il est réputé avoir vendu plus d'un demi-million d'exemplaires[réf. nécessaire].
- D'autres éditions ont été publiées par Penguin (poche, mai 2007) et Random House (livre relié, octobre 2008.)